# 朗厄達爾峰
61°24′03″N 8°31′24″E / 61.4008°N 8.5233°E
朗厄達爾峰是挪威的山峰，位於該國東南部內陸郡，處於洛姆，距離首都奧斯陸200公里，屬於尤通黑門山脈的一部分，海拔高度2,206米，受凍原氣候影響。